# 高胤先
高胤先（1458年—？），字世德，陝西西安府長安縣民籍，湖廣郴州宜章縣人，明朝政治人物。

## 生平
成化十六年（1480年）庚子科陝西鄉試第十四名。成化二十三年（1487年）丁未科進士。授行人司行人，弘治五年（1492年）册立皇太子，与兵部郎中艾璞奉使朝鲜，不受餽贈。還朝，擢监察御史，巡按大同。因刘瑾干政，告病回家。刘瑾伏誅，起為四川參議，不就。

## 家族
曾祖高發壽；祖父高良傑；父高隆，州同知。母王氏。具庆下。兄高如崑。